# Plesiophyle
Plesiophyle là một chi bướm đêm thuộc họ Geometridae.